# Lienella exsculpta
Lienella exsculpta är en stekelart som först beskrevs av André Seyrig 1952.  Lienella exsculpta ingår i släktet Lienella och familjen brokparasitsteklar. Inga underarter finns listade i Catalogue of Life.